# Stronnictwo Chłopskie (kadzichłopi)
Stronnictwo Chłopskie (kadzichłopi) – ugrupowanie polityczne działające w latach 1936–1937.

## Historia
Grupa skupiona wokół pisma „Polska Ludowa” dokonała 15–16 czerwca 1935 r. rozłamu w Stronnictwie Ludowym próbując odbudować Stronnictwo Chłopskie jako organizację prosanacyjną. Głównymi działaczami odbudowanego SCh byli: Stanisław Wrona (prezes), Władysław Dobroch, Antoni Stawiarski. Już we wrześniu 1935 r. doszło do rozłamu na frakcję Wrony-Stawiarskiego i SCh Dobrocha. W 1936 r. pierwsza z frakcji przekształciła się pod kierunkiem Stawiarskiego w  Radykalną Partię Chłopską, która w 1937 r. połączyła się z sanacyjną Polską Partią Radykalną.
W sierpniu 1936 r. doszło do kolejnego rozłamu, w wyniku którego powołano Kadrę Byłych Działaczy Stronnictwa Chłopskiego (tzw. „kadzichłopi”), na czele której stali Andrzej Waleron, Henryk Wyrzykowski i Stefan Tatarczak. Organem Kadry był „Chłopski Sztandar”. W lutym 1937 r. „kadzichłopi” przystąpili do OZN. 